# Ильин, Николас
Николас (Николай) Владимирович Ильи́н (фр. Nicolas Iljine; род. 10 сентября 1944) — французский, немецкий куратор, искусствовед, издатель русского происхождения. Один из ведущих мировых специалистов по музейному проектированию.

## Биография
Николас Ильин родился в Париже, в семье русских эмигрантов первой волны. Мать — уроженка Санкт-Петербурга, отец — профессор Владимир Николаевич Ильин, уроженец Киева, известный русский православный теолог и философ.
Николас изучал математику в Сорбонне, потом специализировался на связях с общественностью. Свободно владеет английским, русским, французским и немецким языками. 
Женат с 1964 года, имеет двух детей и двух внучек. Гражданин Франции и России, но с 1970-х живет во Франкфурте-на-Майне.
В 2009 году вместе с французским архитектором Жаном Нувелем создал проект музея современного искусства в Баку.
Издатель книги «Воспоминания о Баку» (2013).

## Выставки
- 1991–1993: Великая утопия. Первая ретроспектива русского авангарда, экспонировалась во Франкфурте-на-Майне, Амстердаме, Нью-Йорке и Москве.[5]
- 1993: Еврейский театр Шагала
- 1999: Амазонки авангарда[5]
- 2003: Казимир Малевич - Супрематизм[6]
- 2005: Россия! Выставка в Нью-Йоркском филиале музея Гуггенхайма.
- 2007: выставка актера Денниса Хоппера в Манеже (г. Москва).

## Участие в творческих и общественных организациях
- Иностранный член Российской академии художеств
- Советник директора Государственного Эрмитажа[7], председатель консультационного совета фонда Эрмитажа в Израиле[8], член консультационного совета фонда Эрмитажа в США[9]
- 2008-2010 — Вице-президент International Development GCAM (Global Culture Asset Management) Group в Нью-Йорке[3]

## Признание и награды
- 2006 — Орден Дружбы (25 июля 2006 года, Россия) — за большой вклад в сохранение и развитие русской культуры и искусства[10]
- 2006 — 1-е место в Топ-50 самых влиятельных лиц в российском искусстве по версии журнала «Артхроника»
- 2007 — 7-е место в Топ-50 самых влиятельных лиц в российском искусстве по версии журнала «Артхроника»
- 2008 — 15-е место в Топ-50 самых влиятельных лиц в российском искусстве по версии журнала «Артхроника»

### Публикации Николаса Ильина

#### Книги
- Odessa. Memories / Ed. By Nicolas V. Iljine; essay by Patricia Herlihy; сontributions by Bel Kaufman, Oleg Gubar and Alexander Rozenboim. — A Samuel and Althea Stroum Book, University of Washington Press, Seattle&London, 2003. — 144 p.

#### Интервью
- Агунович Константин. Власть искусства // Баку. — 2010 (сентябрь-октябрь). — № 5 (19).

### О Николасе Ильине
- Сидлин Михаил. Когда боги жили в Одессе. Жемчужина у моря, порто-франко в картинках из коллекции Ильина // Независимая газета. — 26 февраля 2004 года.
- Свиридова Александра. Рембрандты с большой дороги // Мы здесь!. — 21—27 ноября 2013 года. — № 426.
- Свиридова Александра. Возвращенец // журнал Звезда. — 2023 год. — номер 7.